# Circus Boltini

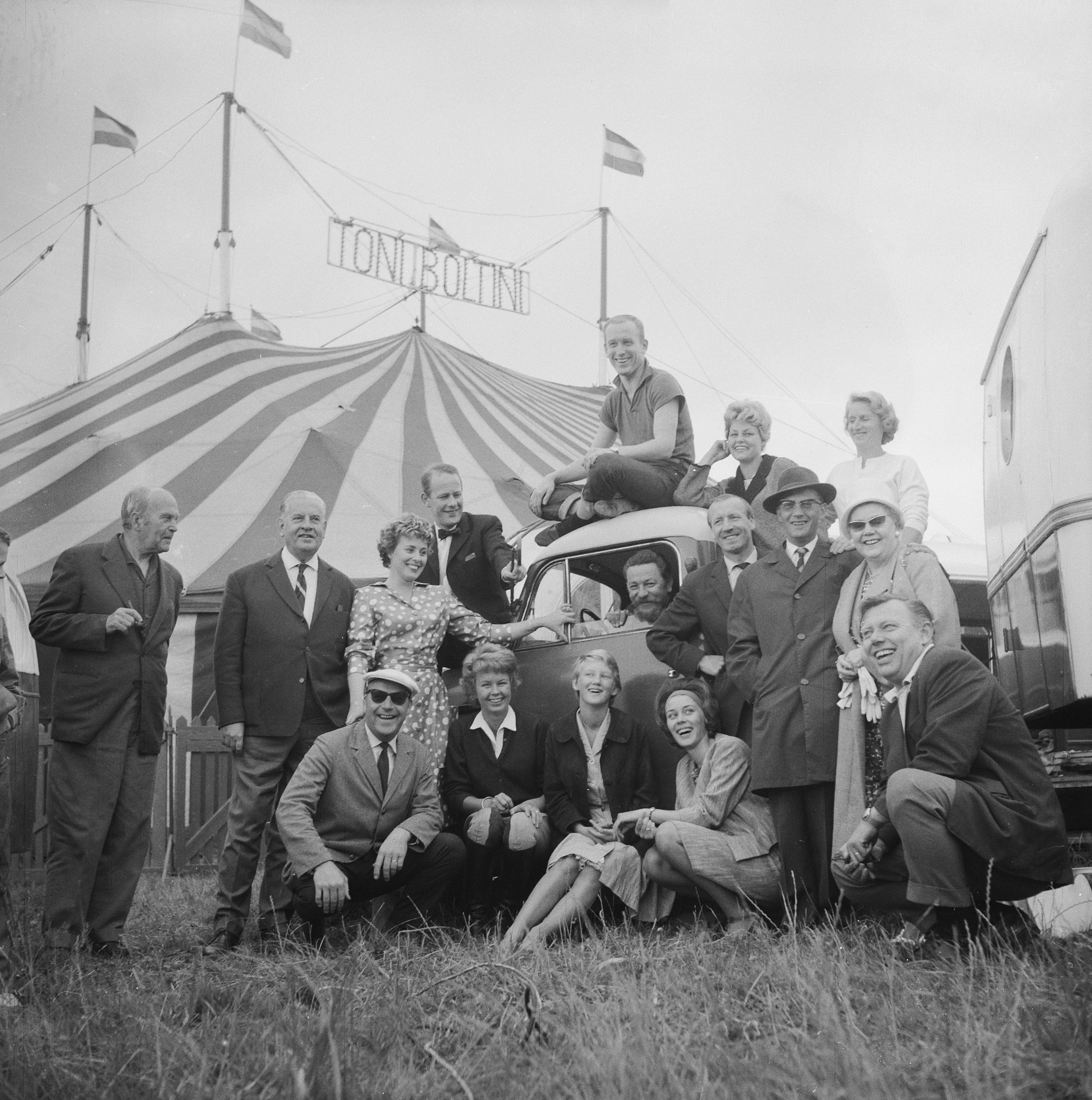
Artiesten voorafgaand aan een optreden in 1966

Circus Boltini is een Nederlands voormalig circus opgericht door Toni Boltini. Het was tot 1980 een van de grootste circussen van Europa.
De bloeitijd van circus Boltini lag in de jaren zestig en zeventig van de twintigste eeuw. Boltini had een tent laten maken die plaats bood aan 7000 bezoekers en die dankzij een hydraulisch systeem in anderhalf uur kon worden opgezet. Waar andere circussen vaak alleen al met opbouwen een dag kwijt waren, daar specialiseerde Boltini zich in opbouwen, een middagvoorstelling en een avondvoorstelling geven, afbreken, en doorreizen naar de volgende standplaats, en dit alles binnen een dag.
Naast circusartiesten stonden ook anderen in het programma, zoals de zangers Pierre Kartner, Johnny Lion en Rob de Nijs en hoboïst Jaap Stotijn.
In 1962 besprong een van zijn beren zijn perschef Ria Kuyken, die het voorval overleefde. De foto die Cees de Boer hiervan maakte werd bekroond met Zilveren Camera en de World Press Photo van het jaar in de categorie Nieuws.